# Pilates

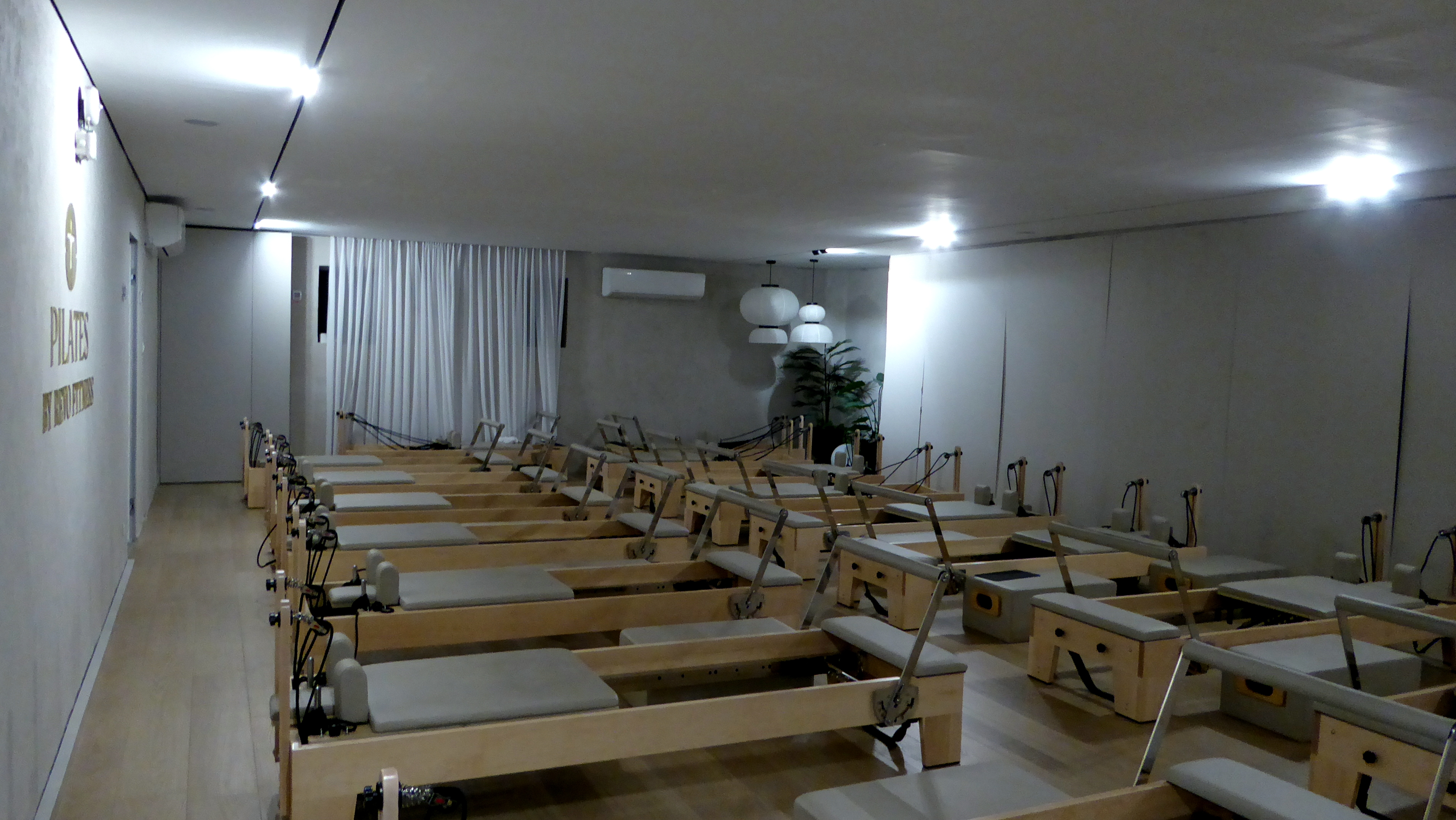
Pilates

Pilates je metoda tělesného cvičení, která byla vyvinuta a propracována na začátku 20. století Josephem Pilatesem v Německu, Velké Británii a Spojených státech amerických. Roku 2005 tuto metodu pravidelně cvičilo na 11 miliónů Američanů. Počet amerických instruktorů Pilatesovy metody tehdy dosahoval 14 tisíc.
Pilates nazval svou metodu kontrologie [z anglického control (kontrolovat, řídit) a řecké přípony -logia (-sloví, věda), tedy věda o kontrole]; byl totiž přesvědčen, že je možné využít mysl k tomu, aby kontrolovala (a řídila) svaly. Cílem Pilatesovy metody je zlepšit kontrolu nad svým tělem, posílit jej a zlepšit jeho ohebnost.

## Historie
Joseph Pilates, který stojí za touto metodou, se narodil roku 1880 v Německu. Celý život se zabýval tělesným rozvojem. Svůj cvičební systém vyvinul a propracoval během první poloviny 20. století. Věřil, že duševní a tělesné zdraví jsou spojitá nádoba a že cvičení dokáže uzdravit tělo z nemoci.
Jako dítě býval neduživý a často nemocný, a vyzkoušel proto mnohé ze cvičebních programů, které tehdy v Německu byly známy. Z této zkušenosti čerpal při vývoji svého vlastního systému. V návaznosti na tělocvičné styly z konce 19. století používal speciálně vyrobené cvičební stroje a inspiroval se rovněž tzv. „nápravným cvičením“ a „zdravotní gymnastikou“, které propagoval švédský fyzioterapeut Pehr Henrik Ling.
Za život o své metodě publikoval Joseph Pilates dvě knihy. První vyšla v roce 1934 a jmenovala se Tvé zdraví: Nápravný systém cvičení – revoluce na celém poli tělesné výchovy (angl. A Corrective System of Exercising That Revolutionizes the Entire Field of Physical Education). Druhá vyšla o jedenáct let později a jmenovala se Návrat k životu díky kontrologii (Return to Life through Contrology, 1945).
Původně byla metoda dostupná jen několika málo jedincům a cvičila se pouze ve specializovaných studiích. Postupem času se však toto změnilo a nyní lze pilates cvičit jak ve fitness centrech, tak u fyzioterapeutů. Nijak neobvyklé nejsou ani hybridní formy cvičení, jako je yogilates nebo nověji Menezesova metoda. Jiné současné školy si zase původní metodu různým způsobem upravily a přizpůsobily (např. Stott Pilates). „Tradiční“ forma pilates je ovšem i dnes stejně aktuální jako dříve.

## Metoda
Pilatesova metoda se snaží docílit řízeného pohybu ze silného středu těla. Podstatou metody je cvičení na speciálních strojích, které Joseph Pilates v průběhu celého svého života vymýšlel na základě svých zkušeností při práci s lidským tělem. První stroje tak vznikaly přibudováním důmyslných kladek s pružinami k nemocničním postelím (první podoba stroje Cadillac). Na rozdíl od tradičního fitness cvičení na podložce, kde je daný cvik buď správně proveden či nikoliv, je cvičení na pilatesových strojích výrazně preciznější a zvládnou ho tak i méně zkušení lidé. Sám Joseph Pilates hovořil o „spolupráci stroje a člověka“. Díky nastavitelnému odporu několika pružin i jednotlivých strojů je tedy cvičení na těchto strojích pro jakéhokoliv člověka (hubený, obézní, těhotná, sportovec, důchodce, dítě, atp.) tou nejlepší volbou,[zdroj?] protože každému pomáhají cvik provést správně s řádným zatížením vůči stroji a při komplexním zapojení všech svalů. Právě díky pomoci strojů na pilates je takovéto cvičení intenzivnější a tedy i cca 4–5x účinnější než obecně známé fitness cvičení na podložce. Postupem doby vymyslel autor metody cca 550 různých cviků na pilatesových strojích, při nichž se komplexně propracovává skrz svaly středu (Core) celé tělo.
Jelikož se povětšinou jednalo o stroje větších rozměrů, vymyslel Joseph Pilates také sadu 34 cviků jako cílený program pro cvičení na zemi bez strojů či pomůcek. (Tedy pro období, kdy jeho klienti neměli přístup do pilatesového studia). Jedná se o nejtěžší formu cvičení pilates, protože pro správné provedení cviků nepomáhá žádný stroj či jeho pružina. Sám Pilates tyto cviky na zemi učil pouze velmi pokročilé klienty, a to na soustředěních v přírodě, v dnešní době by se dalo říct „letních bootcampech“. O jednotlivých cvicích na zemi se zmiňuje ve své knize Návrat k životu z roku 1945, kde najdeme všechny cviky popsané. V 90% se tedy metoda pilates zabývá cvičením na speciálních strojích, zbylých 10% metody popisuje vykonávání cviků na zemi či podložce.
Cviky na strojích jsou koncipovány pro celkové posílení všech svalových skupin těla a získání flexibility: ve strojích jsou zabudovány pružiny a sval jim klade odpor. Jak roste síla svalu, cvičenec používá stále silnější pružiny. Jedná se tedy o plynulou zátěž, která je velmi šetrná k lidským kloubům a šlachám.

## Stroje a pomůcky ke cvičení
Nejznámější cvičební stroj je reformer. Jedná se o lavici, v níž je umístěn pojízdný vozík uvnitř vodorovného rámu. Na jednom konci jsou zabudovány pružiny, na druhém dvě lana. Dalším známým strojem je cadillac (označovaný v angličtině též Trapeze Table neboli „trapézový stůl“), což je kovová konstrukce s mnoha pružinami a hrazdami. Mezi další pilatesovské stroje patří například high chair („vysoká židle“), které se přezdívá také electric chair („elektrické křeslo“), wunda chair („wunda židle“), baby chair („dětská židle“), ladder barrel („barel se žebříkem“), spine corrector neboli step barrel („korektor páteře“) a malý barel. Méně rozšířené stroje jsou magic circle („magický kruh“), guillotine tower (hrazda připomínající gilotinu), pedi-pole (tyč se zavěšenými pružinami na ruce a nohy), Arm chair, a foot corrector („korektor chodidel“). Joseph Pilates na těchto strojích cvičil řadu cviků, díky nimž formoval celé klientovo tělo. Zhruba se jedná o přes 500 různých cviků, které bylo možné udělat na téměř kterémkoliv jeho stroji. Právě díky cvičení na více strojích je pilates metoda tak účinná a rozšířená. Jeden cvik provedený na různých strojích dává každému možnost do hloubky pochopit smysl a princip svého těla. Jen precizně provedený cvik přináší kýžený výsledek.
Co se týče pomůcek, které mohou vlastní cvičení pro klienty nejen obohatit, ale opět pomoci vlastní cviky korektně provádět, jsou v současné době populární například malé medicinbaly, pěnové válce, rollery, velké fitbaly, rotační disky a cvičební gumičky. Některé ze současných škol pilates kombinují cvičení na podložce s cvičením s pomůckami, avšak účinnější a bezpečnější formou pro začátečníky je již uváděné cvičení na pilatesových strojích v dnešní době dostupné v řadě pilatesových či fitnessových studií po celé ČR. V řadě studií jsou k dispozici programy pro skupinové i individuální cvičení na pilates strojích.

## Šest principů
Joseph Pilates vychoval sedm pokračovatelů jeho metody. Jedním z žáků byla Romana Kryzanowska. Dva z následovníků Romany Kryzanowske byli i Philip Friedman a Gail Eisen, kteří v roce 1981 vydali první moderní knihu o pilates s názvem Pilatesova metoda pro tělesnou a duševní kondici. Načrtli v ní šest principů pilates, které široká komunita pilates instruktorů převzala nebo si je upravila.
Jedná se o tyto zásady, které je třeba při cvičení dodržovat:
- soustředěnost pohybu,
- řízený pohyb,
- pohyb vycházející ze středu těla,
- plynulost pohybu,
- přesnost pohybu a
- dýchání.

## Ochranná známka
V říjnu roku 2000 byl podán u Úřadu průmyslového vlastnictví návrh na zapsání ochranné známky „Pilates“ pro výrobky a služby. Úřad známku v roce 2001 zapsal. V říjnu roku 2005 nicméně společnost Body Style Prague, s.r.o. (dnes pod názvem My Pilates, s.r.o.), podala návrh na zrušení ochranné známky z toho důvodu, že slovo pilates považovala za všeobecné označení cvičební metody. V říjnu roku 2006 Úřad této žádosti vyhověl a ochrannou známku č. 237791 ve znění „Pilates“ prohlásil za neplatnou.

## Festival
Již každoročně velmi populární akci se stal pražský Pilates festival, který snoubí špičkovou světovou techniku pilates prezentovanou zahraničními lektory české veřejnosti. Každý má tedy díky celovíkendovému programu vedenému formou jednotlivých workshopů možnost opravdu zjistit jak je technika vnímána a především prezentována v zahraničí, dozvědět se spoustu nových informací jak o svém těle tak i k využití do cvičení pilates.
Pořadatelé Pilates festivalu přiváží do Čech pokaždé jiné známé zahraniční osobnosti fitness světa, díky nimž se tato víkenová akce stává velmi přínosnou studnicí nových informací nejen pro učitele a cvičitele pilates, ale je také cenným přínosem pro fyzioterapeuty, osobní trenéry a zkušené cvičence pilates a širokou veřejnost.